# Kleingebiet Szentendre
Das Kleingebiet Szentendre (ungarisch Szentendrei kistérség) war bis Ende 2012 eine ungarische Verwaltungseinheit (LAU 1) Im Norden des Komitats Pest in Nordungarn. Der Süden des Kleingebietes (die Ortschaften Budakalász und Szigetmonostor) berührte die ungarische Hauptstadt Budapest. Während der Verwaltungsreform 2013 erfuhr das Gebiet keine Änderungen, alle 13 Ortschaften wurden in den Kreis Szentendre (ungarisch Szentendrei járás) überführt.
Ende 2012 lebten auf einer Fläche von 326,58 km² 77.720 Einwohner. Die Bevölkerungsdichte lag mit 238 Einwohnern/km² über der des Komitats.
Der Verwaltungssitz befand sich in der Stadt Szentendre (25.274 Ew.), Pomáz (16.445 Ew.), Budakalász (10.450 Ew.) und Visegrád (1.795 Ew.) besaßen ebenfalls das Stadtrecht. Leányfalu (3.483 Ew.) war die einzige Großgemeinde (ungarisch nagyközség).

## Ortschaften
| Budakalász        | Csobánka         | Dunabogdány | Kisoroszi | Leányfalu  |
| Pilisszentkereszt | Pilisszentlászló | Pócsmegyer  | Pomáz     | Szentendre |
| Szigetmonostor    | Tahitótfalu      | Visegrád    |           |            |